# Bryum cephalozioides
Bryum cephalozioides är en bladmossart som beskrevs av Jules Cardot 1906. Bryum cephalozioides ingår i släktet bryummossor, och familjen Bryaceae. Inga underarter finns listade i Catalogue of Life.